# 莱奥·瓦蒂梅纳机场
莱奥·瓦蒂梅纳机场（印尼语：Bandar Udara Leo Wattimena），也叫比图机场（印尼语：Bandar Udara Pitu），IATA代码：；ICAO代码：，是印度尼西亚北马鲁古省摩罗泰岛县的主岛摩罗泰岛南部的一座私人机场，位于县治达鲁巴以东。

## 历史

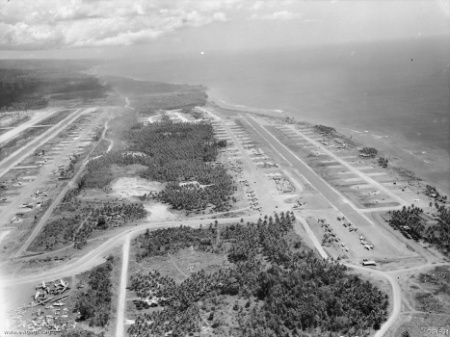
1945年比图（左）和瓦马（右）飞行场的鸟瞰图

摩罗泰岛是二战时盟军反攻菲律宾前最后解放的岛屿。1944年9月15日，摩罗泰岛被美国第31步兵师重新夺回。当时岛上只有500名日本守军。
登陆之后，盟军在岛上建立了瓦马（Wama）和比图（Pitu）两个飞行场。瓦马几乎沿着海岸线修建而成，用作战斗机飞行场，战后被遗弃；比图被建成轰炸北部内陆而用的轰炸机飞行场，目前被用作商业机场。
战争之后，摩罗泰岛是美国第五航空队在太平洋地区最大的飞机墓地。美国陆军航空军的飞机从区域各地飞到这里报废，岛上充满了报废的汽车和飞机，直到1988年清除最后一辆报废车。废料被带到爪哇岛的Krakatau Steel Mill。

## 航空公司和目的地
| 航空公司     | 目的地           |
| ------------ | ---------------- |
| 风翼航空     | 万鸦老、特尔纳特 |
| 蒂莫尼姆航空 | 特尔纳特         |

## 资料来源
1. ↑  /2016/04/21/wings-air-ekspansi-rute-ke-sulawesi-dan-maluku http://m.tribunnews.com/bisnis/2016/04/21/wings-air-ekspansi-rute-ke-sulawesi-dan-maluku

- Maurer, Maurer (1983). Air Force Combat Units Of World War II. Maxwell AFB, Alabama: Office of Air Force History. ISBN 0-89201-092-4.
- www.pacificwrecks.com （页面存档备份，存于）